# Алексеј Швед
Алексеј Викторович Швед (рус. Алексей Викторович Швед; Белгород, 16. децембар 1988) руски је кошаркаш. Игра на позицијама плејмејкера и бека.

## Клупска каријера
Швед је почео да се бави кошарком у родном Белгороду, одакле је 2005. године прешао у ЦСКА из Москве. Прво је наступао за јуниорски тим ЦСКА да би свој деби у првом тиму имао 4. новембра 2006. на утакмици против Урала из Перма. Током 2007. је био позајмљен екипи Химкија. Од сезоне 2007/08. је заиграо поново за ЦСКА. У децембру 2009. послат је поново на позајмицу, овога пута у Динамо из Москве. Године 2010. се пријавио, али није био изабран на НБА драфту. Након што се вратио са позајмице, почео је да добија све већу минутажу у дресу ЦСКА. У сезони 2011/12. стигао је до финала Евролиге где је ЦСКА поражен од Олимпијакоса. У јулу 2012. је потписао уговор са Минесота тимбервулвсима. У августу 2014. је мењан у Филаделфија севентисиксерсе. У Филаделфији се задржава до децембра исте године, када је мењан у Хјустон рокетсе. У фебруару 2015. поново је мењан, овога пута у Њујорк никсе. Са Никсима остаје до краја сезоне, да би се у јулу 2015. вратио у Русију и потписао трогодишњи уговор са Химкијем. У екипи Химкија је провео наредних шест сезона, током којих није освојио ниједан клупски трофеј, али је освојио многобројна индивидуална признања. Био је два пута најбољи стрелац Евролиге (2017/18, 2020/21), затим најкориснији играч Еврокупа у сезони 2016/17. као и два пута најкориснији играч ВТБ јунајтед лиге (2016/17, 2018/19). У августу 2021. године се вратио у московски ЦСКА, са којим је потписао двогодишњи уговор. Напустио је ЦСКА по истеку уговора на крају такмичарске 2022/23.

## Репрезентација
Швед је прошао све млађе селекције Русије, а свој деби у сениорском дресу имао је на Европском првенству 2011. у Литванији где су Руси освојили бронзану медаљу. Такође је учествовао на Олимпијским играма у Лондону 2012. где је помогао свом тиму да дође до још једне бронзе на великим такмичењима, постигавши 25 поена у утакмици против Аргентине за треће место.
Наступио је за репрезентацију и на Европским првенствима 2013. и 2017. године.

## Остало
Има старију сестру Јевгенију која се бавила кошарком и била је репрезентативка Русије.

## Успеси

### Клупски
- ЦСКА Москва:
  - Евролига (1): 2007/08.
  - Првенство Русије (4): 2007/08, 2008/09, 2010/11, 2011/12.
  - ВТБ јунајтед лига (2): 2008, 2011/12.
  - Суперкуп ВТБ јунајтед лиге (1): 2021.

### Појединачни
- Најбољи стрелац Евролиге (2): 2017/18, 2020/21.
- Идеални тим Евролиге — друга постава (1): 2017/18.
- Идеални тим Европског првенства (1): 2017.
- Најкориснији играч Еврокупа (1): 2016/17.
- Идеални тим Еврокупа — прва постава (1): 2016/17.
- Најкориснији играч ВТБ јунајтед лиге (2): 2016/17, 2018/19.
- Најкориснији играч доигравања ПБЛ лиге (1): 2011/12.

### Репрезентативни
- Европско првенство:  2011.
- Летње олимпијске игре:  2012.